# Franz Bock
Franz Johann Joseph Bock, meestal verkort aangeduid als Franz Bock (Burtscheid, 3 mei 1823 – Aken, 30 april 1899) was een Duits priester, kanunnik, kunsthistoricus en kunstverzamelaar. In beide laatste hoedanigheden ging zijn belangstelling met name uit naar de religieuze textielkunst. Daarnaast beschreef hij een aantal historische kerkschatten.

## Biografische schets
Bock werd geboren in Burtscheid bij Aken als enig kind van de badmeester Franz Joseph Bock (geboren in 1796) en Agnes Dotru, die overleed toen Franz Bock nog een kind was. Hij werd aanvankelijk door zijn grootmoeder opgevoed, later door zijn vader. Ondanks de beperkte financiële middelen, slaagde zijn vader erin Franz een goede opleiding te geven op het gerenommeerde Kaiser-Karls-Gymnasium. Van 1846–49 studeerde hij theologie aan de Universiteit van Bonn. Na nog een jaar studie aan het priesterseminarie van Keulen, werd hij in 1850 tot priester gewijd. Van 1850 tot 1853 was hij onderkapelaan aan de Sint-Dionysiuskerk in Krefeld. Vanaf 1854 was Bock werkzaam als priester aan de Sint-Albanuskerk in Keulen. In 1862 werd hij benoemd tot kanunnik aan het kapittel van de Dom van Aken.
Bock onderhield nauwe vriendschapsbanden met geestgenoten als de Keulse aartsbisschop Johannes von Geissel, de bisschop van Münster Johann Georg Müller, de Pruisische vorst en premier Karel Anton van Hohenzollern-Sigmaringen en andere leden van vooraanstaande Rijnlandse en Westfaalse families. Daarnaast was hij bevriend met kunstenaars, zoals de beeldhouwer Friedrich Wilhelm Mengelberg en de edelsmid August Witte.
Hoewel Franz Bock aan het eind van zijn leven overwoog naar Italië te verhuizen, overleed hij in 1899 na een longontsteking in Aken. Van de stad Aken kreeg hij een eregraf op de begraafplaats Westfriedhof. Op de begraafplaats Campo Santo dei Teutonici e dei Fiamminghi in Rome bevindt zich een bronzen plaquette met zijn naam.

## Bock als kunsthistoricus
Naast zijn geestelijke loopbaan, kwam zijn grote interesse in de kunstgeschiedenis al vroeg tot uiting. In 1852 stelde hij een tentoonstelling samen in Krefeld van circa 100 middeleeuwse kunstschatten afkomstig uit diverse schatkamers uit de omgeving. In hetzelfde jaar richtte hij een atelier op waar zijdestoffen naar middeleeuwse voorbeelden werden geweven, speciaal voor liturgisch gebruik. In 1855 werd hij aangesteld als priester en curator van het pas opgerichte aartsbisschoppelijk museum in Keulen ("Diözesanmuseum", tegenwoordig Kolumba). Van 1855 tot 1857 reisde hij door Frankrijk en diverse andere Europese landen en bestudeerde daar de geschiedenis van de kerkelijke kunst en verzamelde er textielfragmenten voor het museum. Daarbij knipte hij regelmatig fragmenten uit historische weefsels, een praktijk waarmee hij later de bijnaam "Scheren-Bock" (Bock-met-de-schaar) zou verwerven. Bekend is het verhaal over het beroemde Sint-Gereonstapijt van de Sint-Gereonkerk in Keulen, het op een na oudste Europese wandkleed, dat hij in vier stukken sneed, die vervolgens aan vier grote musea voor religieuze kunst werden verkocht.
Het resultaat van deze reizen en studies publiceerde hij onder andere in het standaardwerk Geschichte der liturgischen Gewänder des Mittelalters, dat vanaf 1859 verscheen. Dit driedelige werk over historische paramenten (misgewaden en andere liturgische objecten van textiel) was het eerste wetenschappelijke werk over dit onderwerp. In 1860 verscheen een ander belangrijk werk van zijn hand, over de regalia van het Heilige Roomse Rijk, Die Kleinodien des heiligen Römischen Reichs deutscher Nation nebst den Kroninsignien Böhmens, Ungarns und der Lombardei, waaraan Bock acht jaar gewerkt had. In hetzelfde jaar verscheen een beknopte geïllustreerde beschrijving van de Akense domschat, ter gelegenheid van de Heiligdomsvaart. Een jaar later beschreef hij de kunstschatten van de Basiliek van San Marco in Venetië. In 1867 werd de Akense domschat uitvoeriger door hem gedocumenteerd, terwijl in 1870 die van Keulen aan de beurt was.
In 1872 publiceerde hij, samen met de Maastrichtse kapelaan Michaël Willemsen, die tevens schatbewaarder was van de schatkamer van de Sint-Servaaskerk, een belangrijk werk over de kerkschat van de twee voormalige kapittelkerken van Maastricht. De publicatie, voorzien van 66 houtsnedes, verscheen oorspronkelijk in het Duits, een jaar later in het Frans en weer twee jaar later in verkorte vorm in het Nederlands, en betekende een omslag in de waardering van het Maastrichtse religieuze erfgoed.
De door Bock tijdens zijn leven bijeengebrachte kunst- en kunstnijverheidscollectie raakte verspreid over diverse musea, onder andere het Suermondt-Ludwig-Museum in Aken, het Kunstgewerbemuseum in Berlijn, het Musée national du Moyen Âge in Parijs en het Victoria and Albert Museum in Londen.

## Publicaties
- Die Goldschmiedekunst auf der Höhe ihrer technischen und ästhetischen Ausbildung, plastisch nachgewiesen in einer Sammlung von Originalabgüssen der hervorragendsten kirchlichen Gefäße und Geräthschaften vom 10.-16. Jahrhundert, Keulen, 1855
- 'Baldachin-Altäre aus St. Stephan in Wien und aus der Teinkirche zu Prag; oder: wie ist es mit dem Neubaue von Altären zu halten?', In: Organ für christliche Kunst, jaargang 7 (1857), nr. 21, pp. 241–243 en nr. 22, pp. 255–258;
- Das heilige Köln. Beschreibung der mittelalterlichen Kunstschätze in seinen Kirchen und Sakristeien aus dem Bereich der Goldschmiedekunst und der Paramentik, Leipzig, 1858;
- Das carolingische Münster zu Aachen und die St. Godehards Kirche zu Hildesheim in ihrer beabsichtigten inneren Wiederherstellung. Praktische Beiträge zur Lösung der Frage: Welche Grundsätze sind bei der inneren Ausstattung und Einrichtung älterer romanischer Kirchen massgebend, Bonn, 1859;
- Die Musterzeichner des Mittelalters. Anleitende Studienblätter für Gewerbe- und Webeschulen, für Ornamentzeichner, Paramenten-, Teppich- und Tapetenfabrikanten nach alten Originalstoffen eigener Sammlung, 8 Versies, Leipzig, 1859–61;

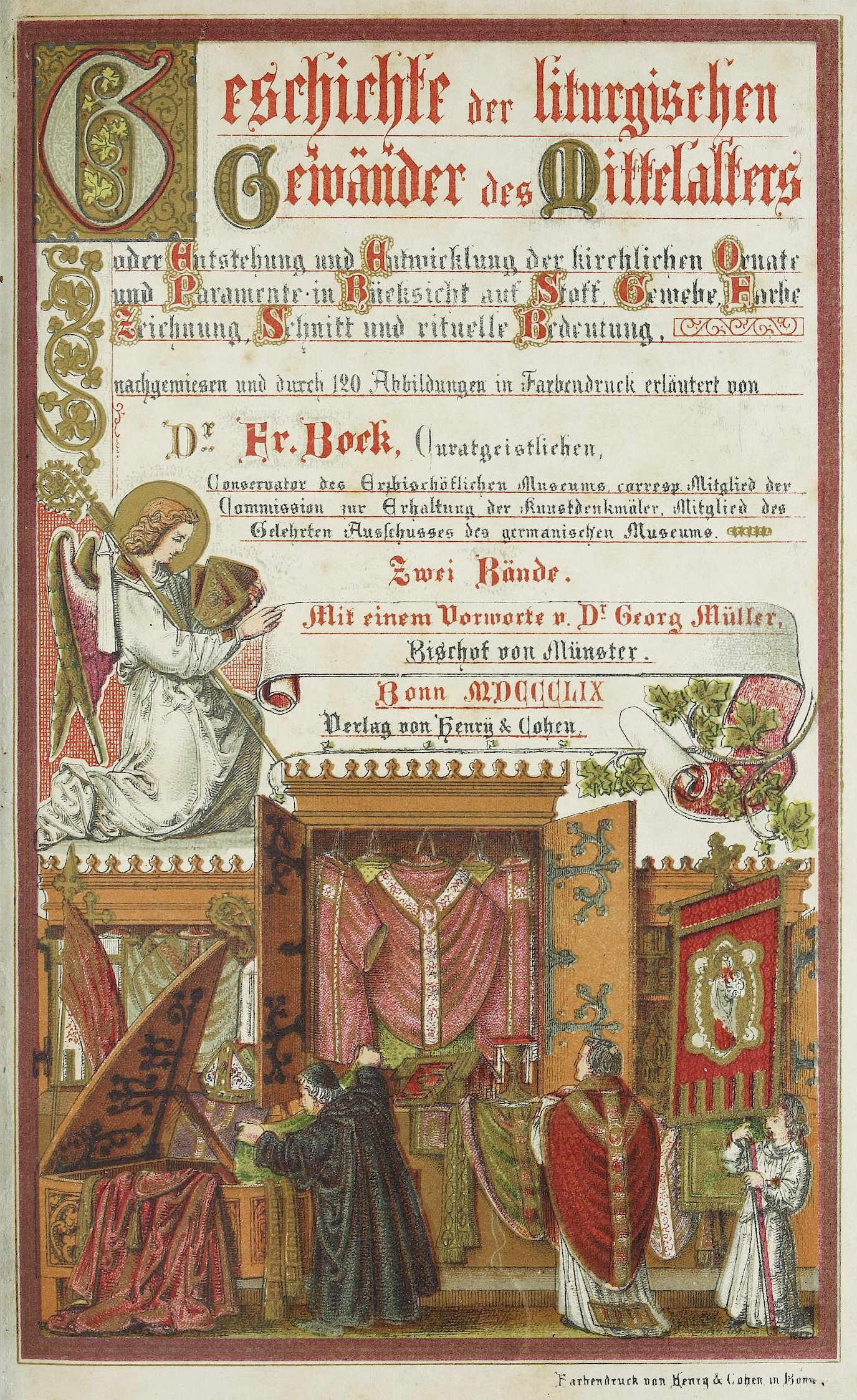
Titelpagina van Geschichte der liturgischen Gewänder des Mittelalters, Volume 1 (1859)

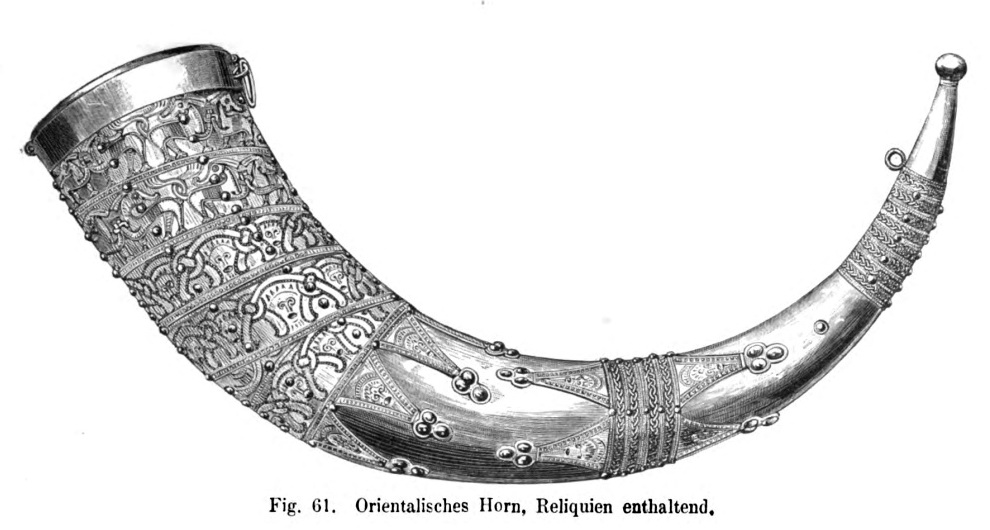
Houtsnede in: Die mittelalterlichen Kunst- und Reliquienschätze zu Maestricht (1872): reliekenhoorn in de Schatkamer van de Onze-Lieve-Vrouwebasiliek (Scandinavisch, 10e eeuw), door Bock & Willemsen abusievelijk als "oriëntaals" omschreven

- Geschichte der liturgischen Gewänder der Mittelalters, oder Entstehung und Entwicklung der kirchlichen Ornate und Paramente mit Rücksicht auf Stoff, Gewebe, Farbe, Zeichnung, Schnitt und rituelle Bedeutung, 3 delen met 120 illustraties, Bonn, 1859/1867/1871;
- Der Reliquienschatz des Liebfrauen-Münsters zu Aachen in seinen kunstreichen Behältern: zum Andenken an die Heiligthumsfahrt von 1860 (met houtsnede-illustraties), Aken, 1860;
- Die deutschen Reichskleinodien mit Hinzufügung der Krönungs-Insignien Böhmens, Ungarns und der Lombardei in geschichtlicher, liturgischer und archäologischer Beziehung, deel 1, Wenen, 1860;
- Die Schriften A. Reichenspergers und ihre Bedeutung für die christliche Kunst, Wenen, 1860;
- Der Schatz von Sanct Marcus in Venedig (overdruk), Wenen, 1861;
- Katalog der Ausstellung von neueren Meisterwerken mittelalterlicher Kunst zu Aachen, eröffnet bei Gelegenheit der XIV. General-Versammlung katholischer Vereine, nebst einer kunstgeschichtlichen Einleitung, Aken, 1862;
- Der St. Karls-Teppich in Ausführung genommen von den Frauen und Jungfrauen Aachens, Aachen 1863;
- Über die christlichen Messkännchen, Wenen, 1864;
- Karls des Grossen Pfalzkapelle und ihre Kunstschätze, Kunstgeschichtliche Beschreibung des karolingischen Octogons zu Aachen, etc., Keulen/Neuss, 1866;
- Das Heiligthum zu Aachen. Kurzgefaßte Angabe und Abbildung sämtlicher "großen und kleinen Reliquien" des ehemaligen Krönungs-Münsters, sowie der vorzüglichsten Kunstschätze daselbst, Keulen/Neuss, 1867;
- Das monumentale Rheinland. Autographische Darstellung der hervorragendsten Baudenkmale des Mittelalters am Rhein und seinen Nebenflüssen in kurzgefasster Beschreibung, Keulen/Neuss, 1867;
- Die ehemalige Benedictiner-Abteikirche zu Brauweiler (in de serie: Rheinlands Baudenkmale des Mittelalters), Keulen, 1867–72
- Album mittelalterlicher Ornament-Stickerei zur Zierde für Kirche und Haus in Autographien nach älteren und neueren Mustervorlagen, Heft 1-3, Aken, 1866/1869;
- Der Kunst- und Reliquienschatz des Kölner Doms, Keulen, 1870;
- Der altromanische goldene Altaraufsatz im Münster zu Aachen und seine Wiederherstellung durch die Munifizienz Seiner Majestät des Kaisers (overdruk uit: Echo der Gegenwart, nr. 243, 2e blad, 3 september 1871), Aken, 1871;
- Die mittelalterlichen Kunst- und Reliquienschätze zu Maestricht, aufbewahrt in den ehemaligen Stiftskirchen des hl. Servatius und Unserer Lieben Frau daselbst, beschrijving van de belangrijkste kunstwerken in de schatkamer van de Sint-Servaasbasiliek en de schatkamer van de Onze-Lieve-Vrouwebasiliek in Maastricht, samen met Michaël Willemsen, Keulen/Neuss, 1872 (in 1873 verschenen in het Frans);
- Der St. Lambertus-Teppich, ein Geschenk der Fürstlich Hohenzoller’schen Familie an die gleichnamige Pfarrkirche in Düsseldorf, Keulen/Neuss, 1872 (online tekst)
- Karl's des Grossen Heiligthümer zu Aachen : kurze Beschreibung derselben nebst Betrachtungen u. Gebeten bei d. öffentl. Zeigung ; zur Erinnerung an die Aachener Heiligthumsfahrt im Jahre 1874 mit 30 erklärenden Holzschnitten, Keulen, 1874 ( online tekst)
- Die St. Helena-Teppiche, angefertigt von den Frauen und Jungfrauen Triers, Trier, 1893;
- Die textilen Byssus-Reliquien des christlichen Abendlandes aufbewahrt in den Kirchen zu Köln, Aachen, Cornelimünster, Mainz und Prag, Aken, 1895;
- Die byzantinischen Zellenschmelze der Sammlung Dr. Alex. von Swenigorodskoi und das darüber veröffentlichte Prachtwerk, Aken, 1896
- Aachener Goldschmiedekunst ehemals und heute. Unter besonderer Berücksichtigung des neuen Altars der h.h. Eucharistie für die Domgruft in Hildesheim, Aken, 1897;
- Verzeichnis von Schriften über mittelalterliche Kunst und Alterthumswissenschaft, uitgegeven in de jaren 1852-98, Aken, 1898.